# Samsung E60
Pour les articles homonymes, voir E60.
La Samsung E60 (ou SNE-60K) est la première liseuse conçue et vendue par la société Samsung.
Cet appareil de lecture utilise la technologie des écrans équipés du papier électronique. Il lit les formats EPUB (avec ou sans cadenas DRM d’Adobe), PDF, et les fichiers texte. La liseuse permet aussi de visualiser des images aux formats BMP et JPEG, d’écouter de la musique (tout en lisant) au format MP3 et sait décompresser les fichiers Zip ; elle peut aussi servir de bloc-notes, d’agenda et de dictionnaire.

## Spécifications
- Dimensions : 119,5 × 171 × 16,3 mm ; elle est équipée d’un volet coulissant abritant des touches de fonction.
- Poids : 500 grammes batterie incluse
- Écran : écran 6 pouces de diagonale à technologie EMR (Electromagnetic Resonance)
- Son : Prise casque 3,5 mm (MiniJack standard). Haut parleurs Stéréo 0.3W + 0.3W.
- WiFi : 802.11b/g (Permet d’acheter des livres sans passer par un ordinateur.)
- Batterie : Li-Ion 1500 mAh, amovible
- Connexion : Câble USB (2.0)
- Mémoire NAND Flash : 2 GB (1.7GB de disponible)
- Slot : pour microSD ou microSDHC jusqu'à 32 GB
- OS : Linux 2.6.29